# Кигинский башкирский народный театр имени Г. Мингажева
Кигинский башкирский народный театр имени Гималетдина Мингажева (баш. Ғималетдин Минһажев исемендәге Ҡыйғы башҡорт халыҡ театры) — башкирский народный театр, расположенный в селе Верхние Киги Кигинского района Республики Башкортостан.

## История
Основан в 1934 году как Кигинский колхозно-совхозный театр.
С 1959 года театр носит звание «народный», а в 1977 году ему присвоено имя Народного артиста Башкирской АССР и РСФСР Г. М. Мингажева.

## Репертуар
«Таңсулпан» («Тансулпан») Кадыра Даяна является первой постановкой театра. Кигинским башкирским народным театром было поставлено свыше 150 спектаклей:
- «Аты барҙың дәрте бар» («Любви все возрасты покорны») Н. Гаитбая;
- «Ҡыҙ урлау» («Похищение девушки») М. Карима;
- «Башмагым» Х. К. Ибрагимова;
- «Эх, Өфө ҡыҙҙары!» («Эх, уфимские девчата!») И. А. Абдуллина;
- «Ул ҡайтты» («Он вернулся») А. К. Атнабаева;
- «Ҡарлуғас» («Карлугас») Б. Бикбая;
- «Пуля» Д. Салихова[1] и другие.

## Состав
В составе коллектива народного театра работали: Б. Б. Бикмухаметов, М. Г. Исламова, Г. Х. Сагитова; заслуженные работники культуры Башкирской АССР М. Г. Бадамшина и М. Л. Лукманов, заслуженный работник культуры Республики Башкортостан М. Б. Валеев, Ф. Б. Хабибуллин и другие.
Первым художественным руководителем театра является И. Ибрагимов. В разное время театром руководили заслуженный работник культуры Республики Башкортостан Р. А. Кутупов, Р. С. Самиков и другие. Над художественным оформлением постановок театра работали заслуженный работник культуры Башкирской АССР Е. А. Белоусов, К. Г. Гайфуллин, а над музыкальным оформлением — заслуженный работник культуры Башкирской АССР С. А. Яруллин.

## Достижения
- Лауреат всероссийских смотров сельских драматических коллективов (г. Оренбург, 1964, 1967);
- Лауреат всероссийских смотров народных театров (г. Чебоксары, 1969);
- Лауреат всероссийских смотров сельской художественной самодеятельности (Уфа, 1972);
- Лауреат всесоюзных фестивалей самодеятельности художественного творчества (Уфа, 1977, 1985);
- Лауреат всесоюзных фестивалей народного творчества (Уфа, 1987);
- Лауреат республиканского смотра театрального искусства (с. Верхние Киги, 1990);
- Лауреат фестивалей народных театров «Алтын тирмә — Золотая юрта» (с. Киргиз-Мияки, 1996; г. Янаул, 2005).

## Факты
При Кигинском башкирском народном театре имени Г. Мингажева действует Детский образцовый театральный коллектив «Кажигер».